# Zimbabwe i olympiska sommarspelen 1984
Zimbabwe deltog i de olympiska sommarspelen 1984 med en trupp bestående av 15 deltagare, men ingen av landets deltagare erövrade någon medalj.

## Boxning
Bantamvikt
- Ndaba Dube
  - Första omgången — Bye
  - Andra omgången — Besegrade Amon Neequaye (Ghana), 5-0
  - Tredje omgången — Besegrade Louis Gomis (Frankrike), 5-0
  - Kvartsfinal — Förlorade mot Héctor López (Mexiko), 0-5

Lätt mellanvikt
- Ambrose Mlilo
  - Första omgången — Bye
  - Andra omgången — Förlorade mot Manfred Zielonka (Västtyskland), 1-4

Mellanvikt
- Arigoma Mayero
  - Första omgången — Bye
  - Andra omgången — Förlorade mot Tom Corr (Irland), 0-5

## Friidrott
Herrarnas 200 meter
- Christopher Madzokere
  - Heat — 22,75 (→ gick inte vidare)

Herrarnas 400 meter
- Christopher Madzokere
  - Heat — 48,49 (→ gick inte vidare)

Herrarnas 800 meter
- Tapfumaneyi Jonga
  - Heat — 1:49,59 (→ gick inte vidare)

Herrarnas 1 500 meter
- Tapfumaneyi Jonga
  - Heat — 3:40,42 (→ gick vidare till semifinal)
  - Semifinal — 3:41,80 (→ gick inte vidare)

Herrarnas 5 000 meter
- Zephaniah Ncube
  - Heat — 13:46,33
  - Semifinal — 13:53,25 (→ gick inte vidare)

Herrarnas 10 000 meter
- Zephaniah Ncube
  - Kval — 28:28,53
  - Final — 28:31,61 (→ 11:e plats)

Herrarnas maraton
- Patrick Nyambarito — 2:37:18 (→ 67:e plats)
- Tommy Lazarua — fullföljde inte (→ ingen placering)

Damernas diskuskastning
- Mariette Van Heerden
  - Kval — 50,54m (→ gick inte vidare)

## Segling
Finnjolle
- Guy Grossmith

- Placering: 23

## Simhopp
Damer
| Hoppare          | Gren         | Kval   | Kval      | Final            | Final            |                  |
| Hoppare          | Gren         | Poäng  | Placering | Poäng            | Placering        |                  |
| ---------------- | ------------ | ------ | --------- | ---------------- | ---------------- | ---------------- |
| Lesley Smith     | Damernas 3 m | 438,72 | 10 Q      | 451,89           | 7                |                  |
| Antonette Wilken | Damernas 3 m | 414,66 | 15        | Gick inte vidare | Gick inte vidare | Gick inte vidare |